# آمازون گوادلوپ
آمازون گوادلوپ (نام علمی: Amazona violacea) نام یک گونه منقرض‌شده از سرده طوطی آمازون است.